# Іргелі
Іргелі́ (каз. Іргелі) — село у складі Карасайського району Алматинської області Казахстану. Адміністративний центр Іргелинського сільського округу.
У радянські часи село називалось Прямий Путь.
Населення — 16450 осіб (2021; 6284 у 2009, 4356 у 1999, 3719 у 1989).